# Iburu
|  | Dieser Artikel wurde aufgrund von formalen oder inhaltlichen Mängeln in der Qualitätssicherung Biologie im Abschnitt „Pflanzen“ zur Verbesserung eingetragen. Dies geschieht, um die Qualität der Biologie-Artikel auf ein akzeptables Niveau zu bringen. Bitte hilf mit, diesen Artikel zu verbessern! Artikel, die nicht signifikant verbessert werden, können gegebenenfalls gelöscht werden. Lies dazu auch die näheren Informationen in den Mindestanforderungen an Biologie-Artikel. |

Iburu oder Schwarzer Fonio (Digitaria iburua) ist eine Pflanzenart aus der Gattung der Fingerhirsen (Digitaria) innerhalb der Familie der Süßgräser. Dieses Getreide gehört zur gleichen Gattung wie die auch als „Weißer Fonio“ bezeichnete Foniohirse (Digitaria exilis). 

## Namen
Synonyme sind Syntherisma iburua (Stapf) Newbold. Die Hausa nennen die Art „iburu“, die Lamba „afio-warun“.

## Beschreibung
Iburu ist eine einjährige krautige Pflanze und erreicht Wuchshöhen von bis zu 140 Zentimetern. Der Halm ist aufrecht mit kurzen Blättern. Die Fingerähren bestehen aus zwei bis elf schmalen Teilähren, die bis zu 13 Zentimeter lang werden. Die Ährchen sind einblütig. Die Karyopsen sind mit ein bis 1,5 Millimeter sehr klein.

## Vorkommen und Nutzung
Das Verbreitungsgebiet reicht vom tropischen Westafrika bis Kamerun.
Die Standortansprüche wie auch die Nutzung und Verwendung entsprechen denen des Weißen Fonio. Der Schwarze Fonio ist auf das Jos-Bauchi Plateau in Nigeria und die nördlichen Regionen von Togo und Benin beschränkt. 